# 科夫賴 (喬爾諾拜區)
49°28′36″N 32°24′49″E / 49.47667°N 32.41361°E
科夫賴（烏克蘭語：Коврай）是位於烏克蘭中部的村莊，由切爾卡瑟州佐洛托諾沙區的伊爾克利伊夫市鎮負責管轄。該村處於科夫賴河河口處，海拔高度94米，2001年該村落人口253。